# 熱血江湖
新热血江湖Online，又称Yulgang Online（YG）（韩国服的英文称呼）;Re Xie Jiang Hu（RXJH）（中国服的英文称呼），熱血江湖（NK Online）（日本服的英文称呼），美国称Scions of Fate（SOF），台灣称熱血江湖（HOT Online），是一款韩国Mgame以同名漫畫為背景改編开发的3DACT類网络游戏。
在中國的熱血江湖於2004年4月4日公測，由北京一起玩网络科技有限公司（17GAME）代理，並在2008年2月突破在線人數40萬大關，註冊用戶更高達6500萬。

智傲集團（GAMEONE）正式宣佈取得「韓國Mgame」正版授權《熱血江湖手機版》港澳繁體中文版代理權，遊戲將傳承端遊經典要素，並以廣東話重新配音，為玩家帶來有別於傳統武俠，風格清新明亮的青春武俠新體驗！本作預定於2017年8月9日在iOS/Android平台同步上架。

## 代理商
2009年5月31日，大陆地区的代理商17GAME被中华网游戏集团整合，《热血江湖》正式成为中华网旗下代理的网络游戏。
大陆地区的代理商17GAME已更改為CDC games
2014年10月30日，華義國際宣布合約截止，不續約，結束長達9年的營運。10月31日，樂意傳播宣布《热血江湖》更名《新热血江湖Online》並重新出發。11月1日，《新热血江湖Online》正式營運。

## 外部連結
- 热血江湖韓国官方网站 （页面存档备份，存于）
- 热血江湖日本官方网站 （页面存档备份，存于）
- 热血江湖中国官方网站 （页面存档备份，存于）
- 熱血江湖台灣官方網站 （页面存档备份，存于）
- 热血江湖北美官方网站 （页面存档备份，存于）
- 热血江湖泰国官方网站 （页面存档备份，存于）
- 熱血江湖手機版香港官方網站 （页面存档备份，存于）
- 熱血江湖手機版香港官方粉絲專頁
- 熱血江湖手遊台灣官方網站 （页面存档备份，存于）
- 熱血江湖手遊台灣官方粉絲專頁 （页面存档备份，存于）
- Infostealer.Wayi 賽門鐵克有關Infostealer病毒的資料 （页面存档备份，存于）